# Transports en commun de Foix
L'agglo-bus est le réseau de transport en commun de L'agglo Foix-Varilhes depuis le 27 août 2022. Ce réseau est géré par Keolis Garonne.
Il est composé de 4 lignes régulières et d'un service de transport à la demande.

## Histoire
Le réseau L’agglo-bus est inauguré le samedi 27 août 2022,.

## Lignes du réseau

### Communes desservies
Depuis la création du nouveau réseau intercommunal au 27 août 2022, celui-ci dessert l’ensemble des 42 communes qui composent la Communauté d'agglomération Pays Foix-Varilhes, au minimum par le service de transport à la demande (TAD) 21 d’entre elles et au maximum par les 4 lignes régulières pour la ville centre de Foix :
- Arabaux * ;
- Artix * ;
- Baulou * ;
- Bénac ;
- Brassac ;
- Burret * ;
- Calzan * ;
- Cazaux ;
- Celles * ;
- Cos * ;
- Coussa ;
- Crampagna * ;
- Dalou ;
- Ferrières-sur-Ariège ;
- Foix ;
- Ganac ;
- Gudas * ;
- L'Herm * ;
- Le Bosc * ;
- Loubens ;
- Loubières * ;
- Malléon * ;
- Montégut-Plantaurel ;
- Montgailhard ;
- Montoulieu ;
- Pradières * ;
- Prayols ;
- Rieux-de-Pelleport ;
- Saint-Bauzeil * ;
- Saint-Félix-de-Rieutord ;
- Saint-Jean-de-Verges ;
- Saint-Martin-de-Caralp * ;
- Saint-Paul-de-Jarrat ;
- Saint-Pierre-de-Rivière ;
- Ségura * ;
- Serres-sur-Arget ;
- Soula * ;
- Varilhes ;
- Ventenac * ;
- Vernajoul * ;
- Verniolle ;
- Vira * .

* Communes desservies uniquement en transport à la demande (TAD)

### Les lignes
Le réseau est en place depuis le 27 août 2022.
| Ligne | Caractéristiques                                                                                        | Caractéristiques                          | Caractéristiques                          | Caractéristiques                          | Caractéristiques                          | Caractéristiques                           | Caractéristiques                          | Caractéristiques                          | Caractéristiques                          |
| 1     | Foix — Parvis ⥋ Varilhes Gare > Verniolle                                                               | Foix — Parvis ⥋ Varilhes Gare > Verniolle | Foix — Parvis ⥋ Varilhes Gare > Verniolle | Foix — Parvis ⥋ Varilhes Gare > Verniolle | Foix — Parvis ⥋ Varilhes Gare > Verniolle | Foix — Parvis ⥋ Varilhes Gare > Verniolle  | Foix — Parvis ⥋ Varilhes Gare > Verniolle | Foix — Parvis ⥋ Varilhes Gare > Verniolle | Foix — Parvis ⥋ Varilhes Gare > Verniolle |
| ----- | --- | ----------------------------------------- | ----------------------------------------- | ----------------------------------------- | ----------------------------------------- | ------------------------------------------ | ----------------------------------------- | ----------------------------------------- | ----------------------------------------- |
| 1     | Ouverture / Fermeture 27 août 2022 / —                                                                  | Longueur —                                | Durée —                                   | Nb. d’arrêts —                            | Matériel —                                | Jours de fonctionnement —                  | Jour / Soir / Nuit / Fêtes — / — / — / —  | Voy. / an —                               | Dépôt —                                   |
| 1     | Desserte : —                                                                                            |                                           |                                           |                                           |                                           |                                            |                                           |                                           |                                           |
| 1     | Autre :                                                                                                 |                                           |                                           |                                           |                                           |                                            |                                           |                                           |                                           |
| 1     | Dernière actualisation : —                                                                              |                                           |                                           |                                           |                                           |                                            |                                           |                                           |                                           |
| 2     | Foix Gare (circulaire) ⥋ Foix Gare                                                                      | Foix Gare (circulaire) ⥋ Foix Gare        | Foix Gare (circulaire) ⥋ Foix Gare        | Foix Gare (circulaire) ⥋ Foix Gare        | Foix Gare (circulaire) ⥋ Foix Gare        | Foix Gare (circulaire) ⥋ Foix Gare         | Foix Gare (circulaire) ⥋ Foix Gare        | Foix Gare (circulaire) ⥋ Foix Gare        | Foix Gare (circulaire) ⥋ Foix Gare        |
| 2     | Ouverture / Fermeture 27 août 2022 / —                                                                  | Longueur —                                | Durée 22 min                              | Nb. d’arrêts 13                           | Matériel Karsan Jest Electric             | Jours de fonctionnement L, Ma, Me, J, V, S | Jour / Soir / Nuit / Fêtes O / N / N / N  | Voy. / an —                               | Dépôt Keolis Garonne                      |
| 2     | Desserte : —                                                                                            |                                           |                                           |                                           |                                           |                                            |                                           |                                           |                                           |
| 2     | Autre :                                                                                                 |                                           |                                           |                                           |                                           |                                            |                                           |                                           |                                           |
| 2     | Dernière actualisation : — - Amplitudes horaires : La ligne circule du lundi au samedi de 6h30 à 19h27. |                                           |                                           |                                           |                                           |                                            |                                           |                                           |                                           |
| 3     | Ferrières ⥋ Cardié/ Saint-Pierre Stade                                                                  | Ferrières ⥋ Cardié/ Saint-Pierre Stade    | Ferrières ⥋ Cardié/ Saint-Pierre Stade    | Ferrières ⥋ Cardié/ Saint-Pierre Stade    | Ferrières ⥋ Cardié/ Saint-Pierre Stade    | Ferrières ⥋ Cardié/ Saint-Pierre Stade     | Ferrières ⥋ Cardié/ Saint-Pierre Stade    | Ferrières ⥋ Cardié/ Saint-Pierre Stade    | Ferrières ⥋ Cardié/ Saint-Pierre Stade    |
| 3     | Ouverture / Fermeture 27 août 2022 / —                                                                  | Longueur —                                | Durée —                                   | Nb. d’arrêts —                            | Matériel —                                | Jours de fonctionnement —                  | Jour / Soir / Nuit / Fêtes — / — / — / —  | Voy. / an —                               | Dépôt —                                   |
| 3     | Desserte : —                                                                                            |                                           |                                           |                                           |                                           |                                            |                                           |                                           |                                           |
| 3     | Autre :                                                                                                 |                                           |                                           |                                           |                                           |                                            |                                           |                                           |                                           |
| 3     | Dernière actualisation : —                                                                              |                                           |                                           |                                           |                                           |                                            |                                           |                                           |                                           |
| 4     | Paul Bert ⥋ Saint-Paulet                                                                                | Paul Bert ⥋ Saint-Paulet                  | Paul Bert ⥋ Saint-Paulet                  | Paul Bert ⥋ Saint-Paulet                  | Paul Bert ⥋ Saint-Paulet                  | Paul Bert ⥋ Saint-Paulet                   | Paul Bert ⥋ Saint-Paulet                  | Paul Bert ⥋ Saint-Paulet                  | Paul Bert ⥋ Saint-Paulet                  |
| 4     | Ouverture / Fermeture 27 août 2022 / —                                                                  | Longueur —                                | Durée —                                   | Nb. d’arrêts —                            | Matériel —                                | Jours de fonctionnement —                  | Jour / Soir / Nuit / Fêtes — / — / — / —  | Voy. / an —                               | Dépôt —                                   |
| 4     | Desserte : —                                                                                            |                                           |                                           |                                           |                                           |                                            |                                           |                                           |                                           |
| 4     | Autre :                                                                                                 |                                           |                                           |                                           |                                           |                                            |                                           |                                           |                                           |
| 4     | Dernière actualisation : —                                                                              |                                           |                                           |                                           |                                           |                                            |                                           |                                           |                                           |

## Exploitation

### État de parc

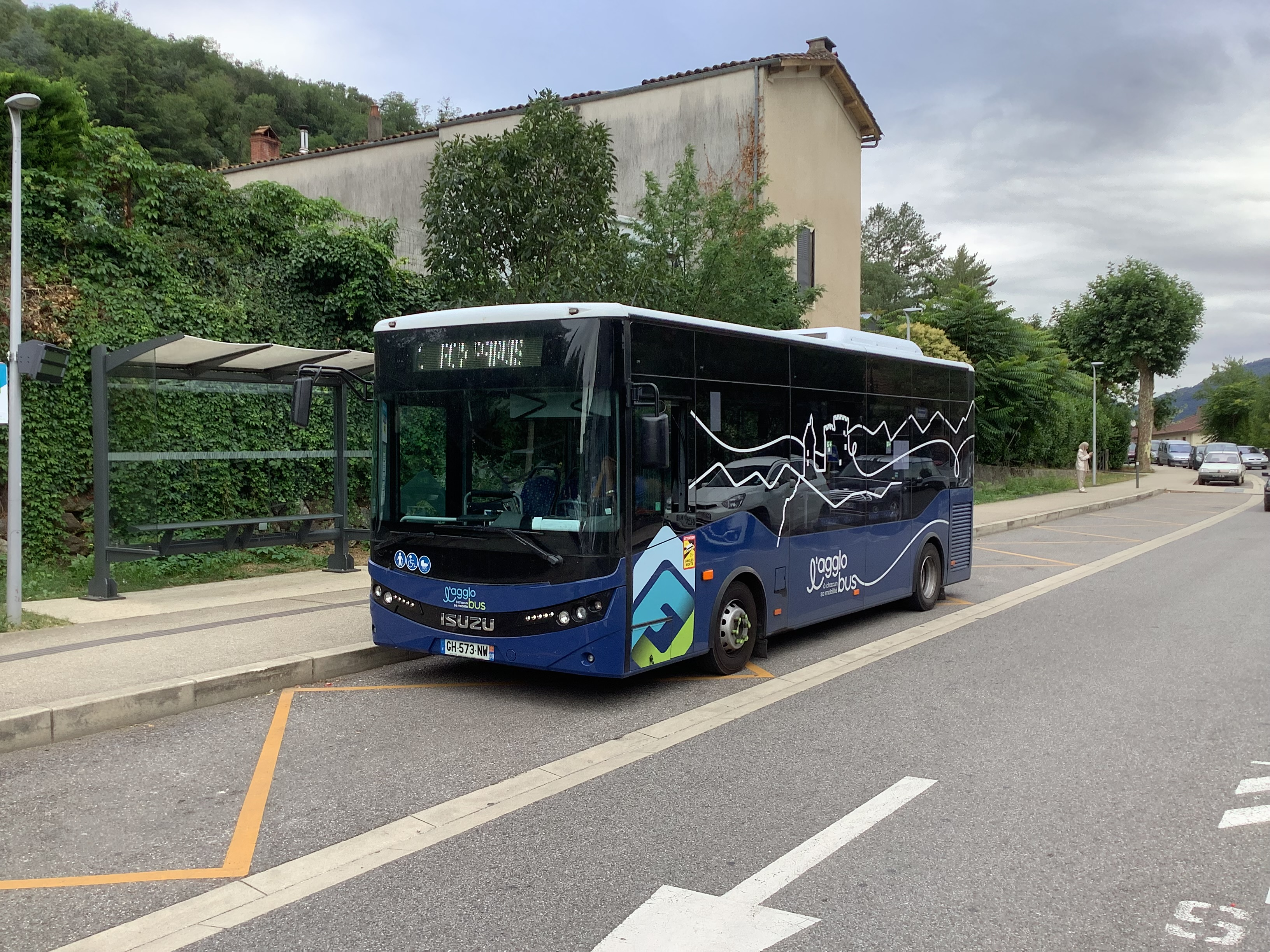
Un Isuzu Novociti Life du réseau.

Le parc de véhicules, propriété de Keolis Garonne, se compose de 10 véhicules au moment du lancement du réseau. Les plus grands sont des Isuzu Novociti Life, d’une capacité de 60 personnes.

### Accidents
Les accidents sur le réseau sont assez rares, mais ils sont souvent relayés par la presse en raison de leur caractère inédit et impressionnant.

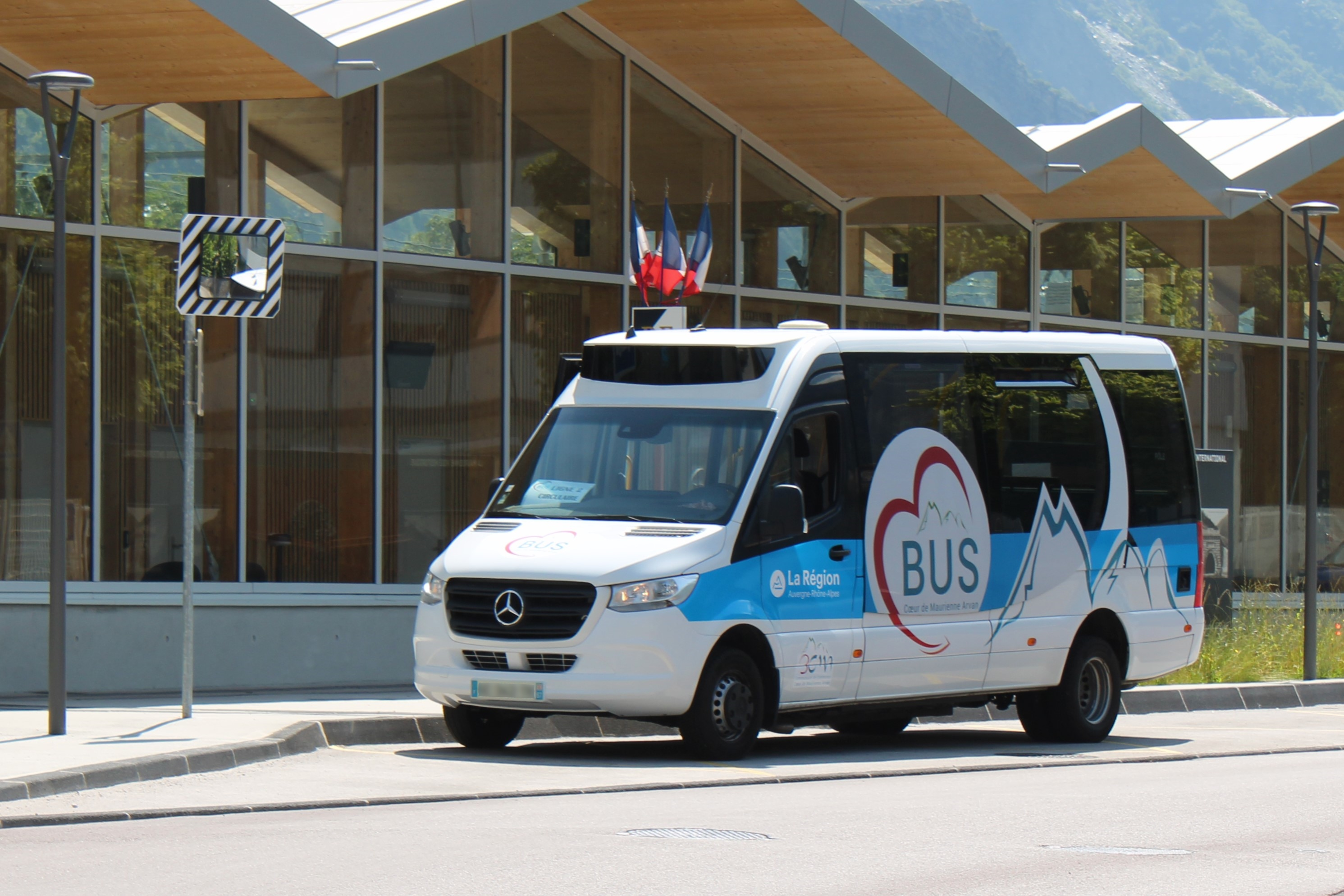
Le 16 9 2023, un Dietrich City 23 du réseau se retourne après que le conducteur en ait perdu le contrôle.

Le plus impressionnant survient à Loubens le samedi 16 septembre 2023 lorsque, aux alentours de 15 h 30, un conducteur perd le contrôle de son véhicule alors qu’il circule seul à bord sur la route départementale 11 reliant Saint-Jean-du-Falga à Cadarcet. Le minibus, un Dietrich City 23 mis en service trois mois plus tôt, quitte la route et réalise un tonneau afin de s’immobiliser dans un fossé en contrebas. Le conducteur n’est pas blessé, et une enquête diligentée par les gendarmes est ouverte.

### Sécurité
Conformément à l’arrêté du 27 juillet 2004 relatif au contrôle technique des véhicules lourds, l’ensemble du parc est soumis à un contrôle technique, effectué par un centre indépendant et reconnu, valable 6 mois,. Au cours de cette visite, tous les éléments de sécurité ainsi que l’arrimage des sièges, le fonctionnement des portes ou encore les feux sont vérifiés,.
Un second arrêté, dit du 2 juillet 1982 relatif aux transports en commun de personnes, impose un certain nombre de sécurité à bord des véhicules, tel que la présence de moyens de lutte contre l’incendie, notamment un extincteur.

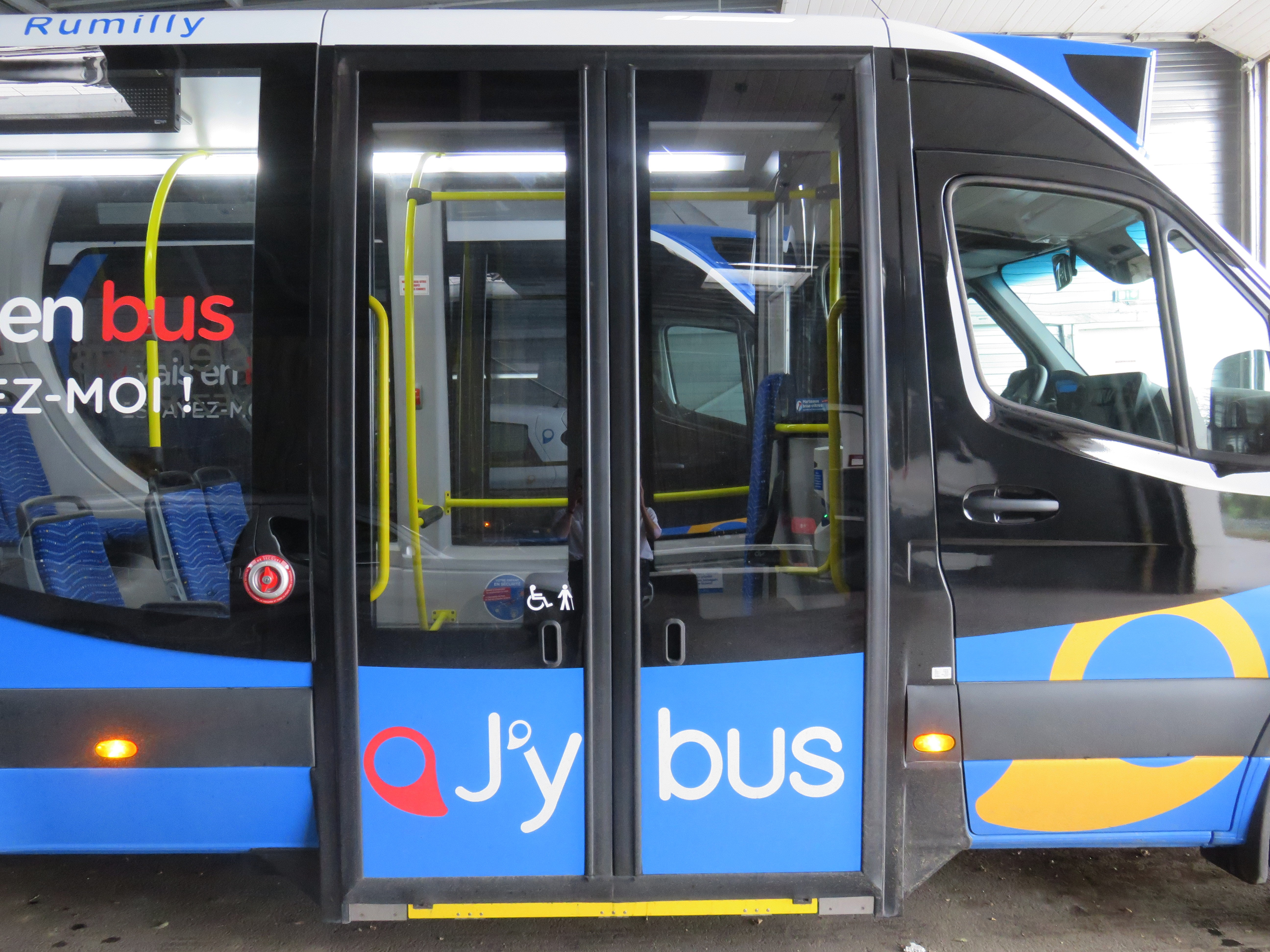
Les portes des véhicules sont dotées de bords sensibles, capables d’empêcher leurs fermetures en cas d’anomalie. On note aussi, à gauche, la présence du robinet d’ouverture d’urgence depuis l'extérieur.

Les portes sont dotées de bords sensibles, capable de remarquer la présence d’un corps étranger entre les battants. En cas d’anomalie, cette sécurité entraîne un phénomène de réversion, c’est-à-dire la réouverture des portes. En cas de problème empêchant l’ouverture des battants depuis le poste de conduite, deux mécanismes, l’un à l’extérieur et l’autre à l’intérieur, sont installés à proximité des portes latérales et permettent de déclencher la décompression, c’est-à-dire le fait de vider les réserves d’air comprimé, rendant ainsi les battants inertes et maniables à la main.

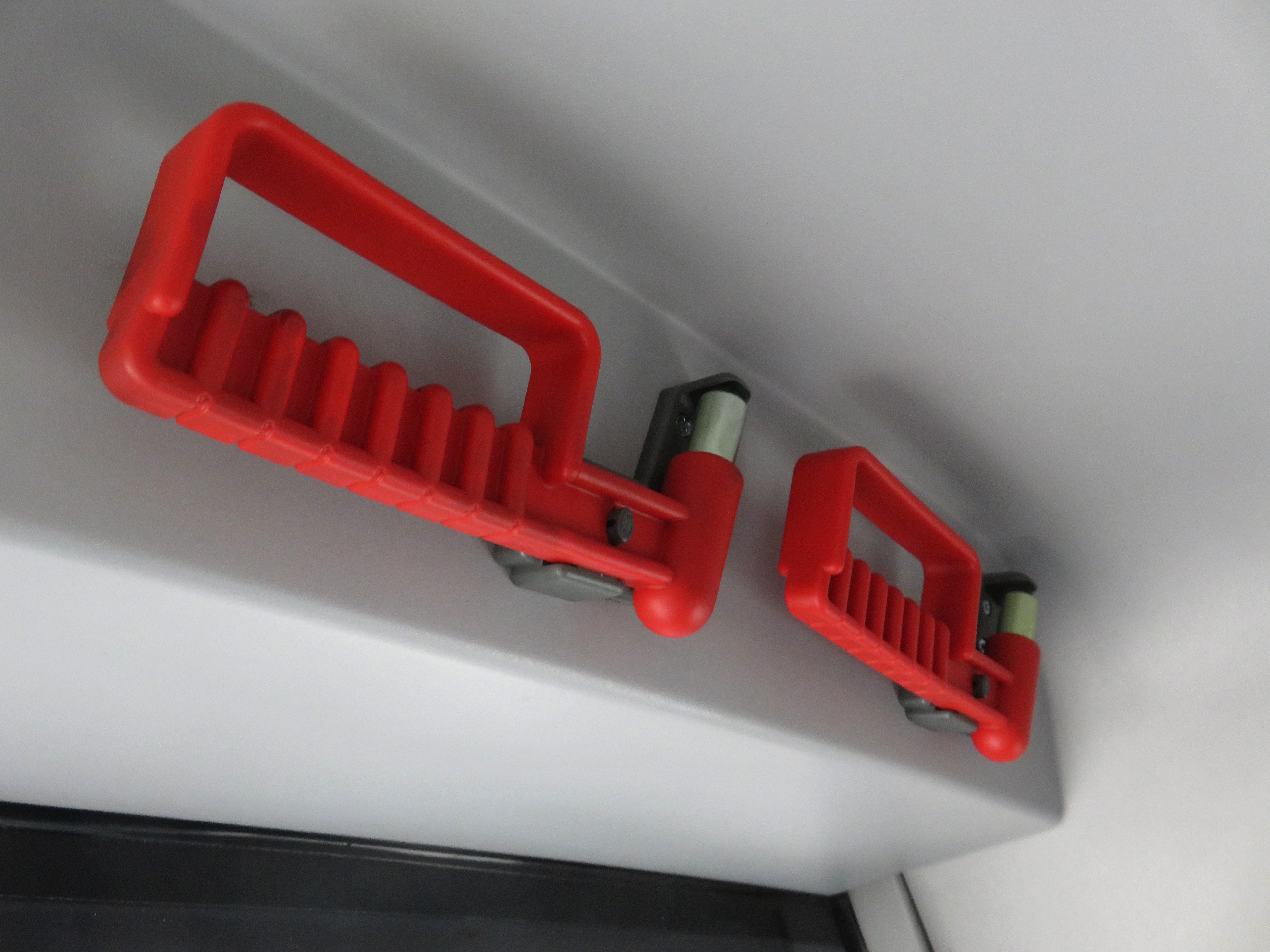
L’ensemble des véhicules est équipés de marteaux brise-vitre afin de pouvoir casser les vitres pour évacuer en cas d’urgence.

Enfin, tous les bus et cars sont équipés de marteaux brise-vitre situés derrière le conducteur. Ceux-ci sont utilisés, en cas d’impossibilité totale d’évacuer par les portes, afin de casser une ou plusieurs vitres en verre de sécurité trempé, identifiables par la mention « Issue de secours » inscrites dessus lisibles à la fois de l’intérieur et de l‘extérieur des véhicules.

### Information aux voyageurs
À bord des bus